# Gołąbek lazurowy

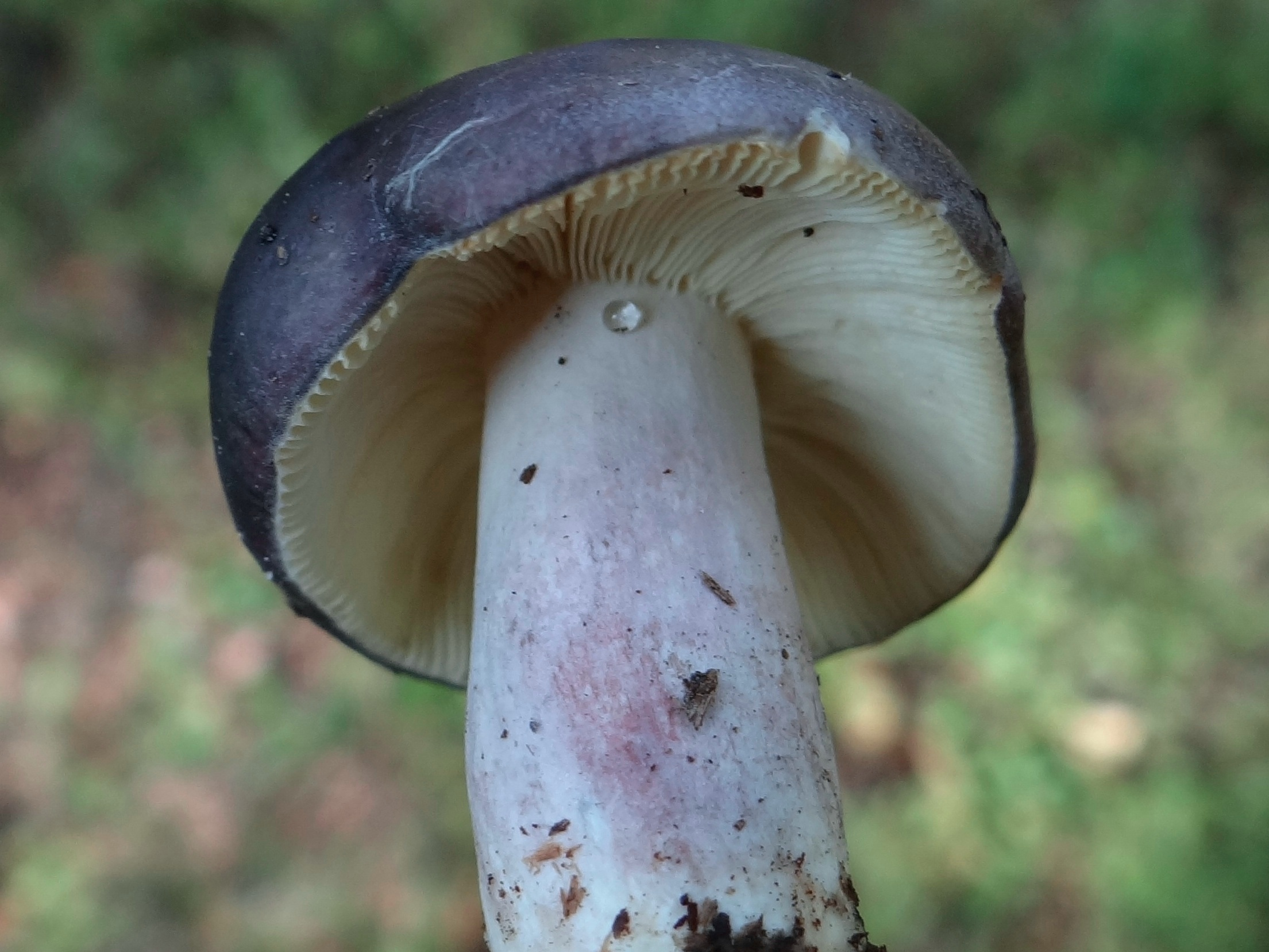

Gołąbek lazurowy (Russula azurea Bres.) – gatunek grzybów należący do rodziny gołąbkowatych (Russulaceae).

## Systematyka i nazewnictwo
Pozycja w klasyfikacji: Russula, Russulaceae, Russulales, Incertae sedis, Agaricomycetes, Agaricomycotina, Basidiomycota, Fungi (według Index Fungorum).
Po raz pierwszy opisał go w 1881 r. Giacopo Bresàdola i nadana przez niego nazwa naukowa jest aktualna. Synonim: Russula amethystina var. azurea (Bres.) Quél. 1886.
Polską nazwę podała Alina Skirgiełło w 1991 r.

## Morfologia
Kapelusz
Średnica 3–8 cm, płaski, później wklęsły, czasami z garbem. Brzegi tępe i gładkie, u starszych okazów nieco karbowane. Powierzchnia matowa, w kolorach od fioletowoametystowego przez brązowofioletowy do różowofioletowego, z oliwkowymi odcieniami. Na środku jest ciemniejszy. Czasami, zwłaszcza po dłuższych deszczach blaknie do koloru żółtawego i białawego. Skórka gładka, matowa, cienka i daje się ściągnąć niemal do połowy kapelusza.
Blaszki
Kruche, białe, wolne.
Trzon
O wysokości od 3 do 6 cm i grubości do 1,5 cm. Jest walcowaty, u młodych okazów pełny, u starszych pusty. Kolor biały.
Miąższ
Bez wyraźnego zapachu i smaku. Jest mniej kruchy, niż u gołąbka kruchego.
Cechy mikroskopowe
Wysyp zarodników biały. Zarodniki szeroko jajowate i pokryte drobnymi brodawkami, które w wielu miejscach połączone są łącznikami, tak, że tworzą siateczkę. Rozmiary 8–10 × 7,5–9 μm. Podstawki mają rozmiar 30–40 × 10–13 μm, a cystydy 30–70 × 9–10(14) μm. W skórce kapelusza występują strzępki prymordialne, oraz strzępki mleczne z liliowym sokiem.
Gatunki podobne
- gołąbek liliowy (Russula lilacea). Rośnie wyłącznie w liściastych lasach i często ma trzon czerwonawy[4].
- gołąbek turecki (Russula turci). Różni się charakterystycznym zapachem jodoformu i ma żółte blaszki[4].
- gołąbek ametystowy (Russula amethystina). Różni się żółtymi blaszkami i żółtym wysypem zarodników[5].

## Występowanie i siedlisko
Występuje w Ameryce Północnej, Europie i Azjo. Na terenie dawnej Czechosłowacji dość pospolity, w Polsce niezbyt częsty. Aktualne stanowiska podaje internetowy atlas grzybów. Znajduje się w nim na liście gatunków zagrożonych i wartych objęcia ochroną.
Naziemny grzyb mykoryzowy żyjący głównie w lasach iglastych, szczególnie w górach i w rejonach podgórskich.

## Znaczenie
Grzyb jadalny, jednak ma niewielką wartość użytkową ze względu na cienkie i kruche kapelusze.